# Grammy Awards 2015
Am 8. Februar 2015 wurde zum 57. Mal der wichtigste US-amerikanische Musikpreis, der Grammy, vergeben. Traditionell fand die Verleihung der Grammy Awards 2015 im Staples Center von Los Angeles statt. Mit der Auszeichnung wurden Musiker, Liedautoren und weitere erfolgreiche Akteure im Musikgeschäft ausgezeichnet. Grundlage waren Veröffentlichungen zwischen dem 1. Oktober 2013 und dem 30. September 2014. Die Nominierungen wurden am 5. Dezember 2014 bekanntgegeben.

## Allgemeines
In diesem Jahr gibt es 83 Kategorien in 30 Feldern, neu hinzugekommen ist eine Auszeichnung für die beste Darbietung im Bereich American Roots zusätzlich zur Liedkategorie. Umgestaltet wurde der Bereich Gospel. Darbietung und Song wurden zusammengefasst, dafür nach Gospel und christlicher Popmusik getrennt. Für die dadurch entfallende Kategorie wurde eine Albumkategorie für ursprüngliche Gospelmusik (Roots-Gospel) eingeführt. Daneben gab es noch kleinere Änderungen in den Kategoriendefinitionen, so wurde beim Arrangement zur Instrumentalmusik noch der A-cappella-Gesang hinzugenommen. Generell wurde bei allen Liedkategorien, bei denen die Autoren ausgezeichnet werden, auch solche Lieder zugelassen, bei denen Samples oder Interpolationen eingesetzt werden.

## Hauptkategorien
Single des Jahres (Record of the Year):
- Stay with Me (Darkchild Version) von Sam Smith
- nominiert waren außerdem:
  - Fancy von Iggy Azalea featuring Charli XCX
  - Chandelier von Sia
  - Shake It Off von Taylor Swift
  - All About That Bass von Meghan Trainor

Album des Jahres (Album of the Year):
- Morning Phase von Beck
- nominiert waren außerdem:
  - Beyoncé von Beyoncé
  - x von Ed Sheeran
  - In the Lonely Hour von Sam Smith
  - Girl von Pharrell Williams

Song des Jahres (Song of the Year):
- Stay with Me (Darkchild Version) von Sam Smith (Autoren: James Napier, William Phillips, Sam Smith)
- nominiert waren außerdem:
  - All About That Bass von Meghan Trainor (Autoren: Kevin Kadish, Meghan Trainor)
  - Chandelier von Sia (Autoren: Sia Furler, Jesse Shatkin)
  - Shake It Off von Taylor Swift (Autoren: Max Martin, Shellback, Taylor Swift)
  - Take Me to Church von Hozier (Autor: Andrew Hozier-Byrne)

Bester neuer Künstler (Best New Artist):
- Sam Smith
- nominiert waren außerdem:
  - Iggy Azalea
  - Bastille
  - Brandy Clark
  - Haim

## Pop
Beste Pop-Solodarbietung (Best Pop Solo Performance):
- Happy (Live) von Pharrell Williams
- nominiert waren außerdem:
  - All of Me (Live) von John Legend
  - Chandelier von Sia
  - Stay with Me (Darkchild Version) von Sam Smith
  - Shake It Off von Taylor Swift

Beste Popdarbietung eines Duos / einer Gruppe (Best Pop Duo or Group Performance):
- Say Something von A Great Big World and Christina Aguilera
- nominiert waren außerdem:
  - Fancy von Iggy Azalea featuring Charli XCX
  - A Sky Full of Stars von Coldplay
  - Bang Bang von Jessie J, Ariana Grande & Nicki Minaj
  - Dark Horse von Katy Perry featuring Juicy J

Bestes Gesangsalbum – Traditioneller Pop (Best Traditional Pop Vocal Album):
- Cheek to Cheek von Tony Bennett & Lady Gaga
- nominiert waren außerdem:
  - Nostalgia von Annie Lennox
  - Night Songs von Barry Manilow
  - Sending You a Little Christmas von Johnny Mathis
  - Partners von Barbra Streisand

Bestes Gesangsalbum – Pop (Best Pop Vocal Album):
- In the Lonely Hour von Sam Smith
- nominiert waren außerdem:
  - Ghost Stories von Coldplay
  - Bangerz von Miley Cyrus
  - My Everything von Ariana Grande
  - Prism von Katy Perry
  - x von Ed Sheeran

## Dance / Electronica
Beste Dance-Aufnahme (Best Dance Recording):
- Rather Be von Clean Bandit featuring Jess Glynne
- nominiert waren außerdem:
  - Never Say Never von Basement Jaxx
  - F for You von Disclosure featuring Mary J. Blige
  - I Got U von Duke Dumont featuring Jax Jones
  - Faded von Zhu

Bestes Dance-/Electronica-Album (Best Dance/Electronica Album):
- Syro von Aphex Twin
- nominiert waren außerdem:
  - While (1<2) von Deadmau5
  - Nabuma Rubberband von Little Dragon
  - Do It Again von Röyksopp & Robyn
  - Damage Control von Mat Zo

## Zeitgenössische Instrumentalmusik
Bestes zeitgenössisches Instrumentalalbum (Best Contemporary Instrumental Album):
- Bass & Mandolin von Chris Thile & Edgar Meyer
- nominiert waren außerdem:
  - Wild Heart von Mindi Abair
  - Slam Dunk von Gerald Albright
  - Nathan East von Nathan East
  - Jazz Funk Soul von Jeff Lorber, Chuck Loeb, Everette Harp

## Rock
Beste Rock-Darbietung (Best Rock Performance):
- Lazaretto von Jack White
- nominiert waren außerdem:
  - Gimme Something Good von Ryan Adams
  - Do I Wanna Know? von den Arctic Monkeys
  - Blue Moon von Beck
  - Fever von den Black Keys

Beste Metal-Darbietung (Best Metal Performance):
- The Last in Line von Tenacious D
- nominiert waren außerdem:
  - Neon Knights von Anthrax
  - High Road von Mastodon
  - Heartbreaker von Motörhead
  - The Negative One von Slipknot

Bester Rocksong (Best Rock Song):
- Ain’t It Fun von Paramore (Autoren: Hayley Williams, Taylor York)
- nominiert waren außerdem:
  - Blue Moon von Beck (Autor: Beck Hansen)
  - Fever von den Black Keys (Autoren: Dan Auerbach, Patrick Carney, Brian Burton)
  - Gimme Something Good von Ryan Adams (Autor: Ryan Adams)
  - Lazaretto von Jack White (Autor: Jack White III)

Bestes Rock-Album (Best Rock Album):
- Morning Phase von Beck
- nominiert waren außerdem:
  - Ryan Adams von Ryan Adams
  - Turn Blue von den Black Keys
  - Hypnotic Eye von Tom Petty and the Heartbreakers
  - Songs of Innocence von U2

## Alternative
Bestes Alternative-Album (Best Alternative Music Album):
- St. Vincent von St. Vincent
- nominiert waren außerdem:
  - This Is All Yours von Alt-J
  - Reflektor von Arcade Fire
  - Melophobia von Cage the Elephant
  - Lazaretto von Jack White

## Rhythm & Blues
Beste R&B-Darbietung (Best R&B Performance):
- Drunk in Love von Beyoncé featuring Jay-Z
- nominiert waren außerdem:
  - New Flame von Chris Brown featuring Usher & Rick Ross
  - It’s Your World von Jennifer Hudson featuring R. Kelly
  - Like This von Ledisi
  - Good Kisser von Usher

Beste Darbietung – Traditioneller R&B (Best Traditional R&B Performance):
- Jesus Children vom Robert Glasper Experiment featuring Lalah Hathaway & Malcolm Jamal Warner
- nominiert waren außerdem:
  - As von Marsha Ambrosius & Anthony Hamilton
  - I.R.S. von Angie Fisher
  - Nobody von Kem
  - Hold Up Wait a Minute (Woo Woo) von Antonique Smith

Bester R&B-Song (Best R&B Song):
- Drunk in Love von Beyoncé featuring Jay-Z (Autoren: Shawn Carter, Rasool Diaz, Noel Fisher, Jerome Harmon, Beyoncé Knowles, Timothy Mosely, Andre Eric Proctor, Brian Soko)
- nominiert waren außerdem:
  - Good Kisser von Usher (Autoren: Ronald Colson, Warren Felder, Usher Raymond IV, Jameel Roberts, Terry Sneed, Andrew Wansel)
  - New Flame von Chris Brown featuring Usher & Rick Ross (Autoren: Eric Bellinger, Chris Brown, James Chambers, Malissa Hunter, Justin Booth Johnson, Mark Pitts, Usher Raymond IV, William Roberts, Maurice Simmonds, Keith Tomas)
  - Options (Woljames Version) von Luke James featuring Rick Ross (Autoren: Dominic Gordon, Brandon Hesson, William Roberts, Jamaica Smith)
  - The Worst von Jhené Aiko (Autorin: Jhené Aiko Chilombo)

Bestes Urban-Contemporary-Album (Best Urban Contemporary Album):
- Girl von Pharrell Williams
- nominiert waren außerdem:
  - Sail Out von Jhené Aiko
  - Beyoncé von Beyoncé
  - X von Chris Brown
  - Mali Is … von Mali Music

Bestes R&B-Album (Best R&B Album):
- Love, Marriage & Divorce von Toni Braxton & Babyface
- nominiert waren außerdem:
  - Islander von Bernhoft
  - Lift Your Spirit von Aloe Blacc
  - Black Radio 2 vom Robert Glasper Experiment
  - Give the People What They Want von Sharon Jones and the Dap-Kings

## Rap
Beste Rap-Darbietung (Best Rap Performance):
- I von Kendrick Lamar
- nominiert waren außerdem:
  - 3005 von Childish Gambino
  - 0 to 100 / The Catch Up von Drake
  - Rap God von Eminem
  - All I Need Is You von Lecrae

Beste Zusammenarbeit – Rap/Gesang (Best Rap/Sung Collaboration):
- The Monster von Eminem featuring Rihanna
- nominiert waren außerdem:
  - Blak Majik von Common featuring Jhené Aiko
  - Tuesday von ILoveMakonnen featuring Drake
  - Studio von Schoolboy Q featuring BJ the Chicago Kid
  - Bound 2 von Kanye West & Charlie Wilson

Bester Rap-Song (Best Rap Song):
- I von Kendrick Lamar (Autoren: Kendrick Duckworth, Columbus Smith)
- nominiert waren außerdem:
  - Anaconda von Nicki Minaj (Autoren: Ernest Clark, Jamal Jones, Onika Maraj, Marcos Palacios, Jonathan Solone-Myvett)
  - Bound 2 von Kanye West & Charlie Wilson (Autoren: Mike Dean, Malik Jones)
  - We Dem Boys von Wiz Khalifa (Autoren: Noel Fisher, Cameron Thomaz)
  - 0 to 100 / The Catch Up von Drake (Autoren: Adam Feeney, Aubrey Graham, Anderson Hernandez, Paul Jefferies, Matthew Samuels, Noah Shebib)

Bestes Rap-Album (Best Rap Album):
- The Marshall Mathers LP 2 von Eminem
- nominiert waren außerdem:
  - The New Classic von Iggy Azalea
  - Because the Internet von Childish Gambino
  - Nobody’s Smiling von Common
  - Oxymoron von Schoolboy Q
  - Blacc Hollywood von Wiz Khalifa

## Country
Beste Country-Solodarbietung (Best Country Solo Performance):
- Something in the Water von Carrie Underwood
- nominiert waren außerdem:
  - Give Me Back My Hometown von Eric Church
  - Invisible von Hunter Hayes
  - Automatic von Miranda Lambert
  - Cop Car von Keith Urban

Beste Countrydarbietung eines Duos oder einer Gruppe (Best Country Duo or Group Performance):
- Gentle on My Mind von der Band Perry
- nominiert waren außerdem:
  - Somethin’ Bad von Miranda Lambert with Carrie Underwood
  - Day Drinking von Little Big Town
  - Meanwhile Back at Mama’s von Tim McGraw featuring Faith Hill
  - Raise ’Em Up von Keith Urban featuring Eric Church

Bester Countrysong (Best Country Song):
- I’m Not Gonna Miss You von Glen Campbell (Autoren: Glen Campbell, Julian Raymond)
- nominiert waren außerdem:
  - American Kids von Kenny Chesney (Autoren: Rodney Clawson, Luke Laird, Shane McAnally)
  - Automatic von Miranda Lambert (Autoren: Nicolle Galyon, Natalie Hemby, Miranda Lambert)
  - Give Me Back My Hometown von Eric Church (Autoren: Eric Church, Luke Laird)
  - Meanwhile Back at Mama’s von Tim McGraw featuring Faith Hill (Autoren: Tom Douglas, Jaren Johnston, Jeffrey Steele)

Bestes Countryalbum (Best Country Album):
- Platinum von Miranda Lambert
- nominiert waren außerdem:
  - Riser von Dierks Bentley
  - The Outsiders von Eric Church
  - 12 Stories von Brandy Clark
  - The Way I’m Livin’ von Lee Ann Womack

## New Age
Bestes New-Age-Album (Best New Age Album):
- Winds of Samsara von Ricky Kej & Wouter Kellerman
- nominiert waren außerdem:
  - Bhakti von Paul Avgerinos
  - Ritual von Peter Kater & R. Carlos Nakai
  - Symphony Live in Istanbul von Kitarō
  - In Love and Longing von Silvia Nakkach & David Darling

## Jazz
Beste Solo-Jazzimprovisation (Best Improvised Jazz Solo):
- Fingerprints von Chick Corea (Chick Corea Trio)
- nominiert waren außerdem:
  - The Eye of the Hurricane von Kenny Barron (Gerry Gibbs Thrasher Dream Trio)
  - You & the Night & the Music von Fred Hersch (Fred Hersch Trio)
  - Recorda me von Joe Lovano (Conrad Herwig featuring Joe Lovano)
  - Sleeping Giant von Brad Mehldau (Brad Mehldau & Mark Guiliana)

Bestes Jazz-Gesangsalbum (Best Jazz Vocal Album):
- Beautiful Life von Dianne Reeves
- nominiert waren außerdem:
  - Map to the Treasure: Reimagining Laura Nyro von Billy Childs und anderen
  - I Wanna Be Evil von René Marie
  - Live in NYC von Gretchen Parlato
  - Paris Sessions von Tierney Sutton

Bestes Jazz-Instrumentalalbum (Best Jazz Instrumental Album):
- Trilogy vom Chick Corea Trio
- nominiert waren außerdem:
  - Landmarks von Brian Blade & the Fellowship Band
  - Floating vom Fred Hersch Trio
  - Enjoy the View von Bobby Hutcherson, David Sanborn, Joey DeFrancesco featuring Billy Hart
  - All Rise: A Joyful Elegy for Fats Waller von Jason Moran

Bestes Album eines Jazz-Großensembles (Best Large Jazz Ensemble Album):
- Life in the Bubble von Gordon Goodwin’s Big Phat Band
- nominiert waren außerdem:
  - The L.A. Treasures Project vom Clayton-Hamilton Jazz Orchestra
  - Quiet Pride: The Elizabeth Catlett Project von Rufus Reid
  - Live: I Hear the Sound vom Archie Shepp Attica Blues Orchestra
  - OverTime: Music of Bob Brookmeyer vom Vanguard Jazz Orchestra

Bestes Latin-Jazz-Album (Best Latin Jazz Album):
- The Offense of the Drum von Arturo O’Farrill & the Afro Latin Jazz Orchestra
- nominiert waren außerdem:
  - The Latin Side of Joe Henderson von Conrad Herwig featuring Joe Lovano
  - The Pedrito Martinez Group von der Pedrito Martinez Group
  - Second Half von Emilio Solly y la Inestable de Brooklyn
  - New Throned King von Yosvany Terry

## Gospel / Christliche Popmusik
Beste Darbietung / bester Song Gospel (Best Gospel Performance / Song):
- No Greater Love von Smokie Norful (Autor: Aaron W. Lindsey, Smokie Norful)
- nominiert waren außerdem:
  - Help von Erica Campbell featuring Lecrae (Autoren: Erica Campbell, Warryn Campbell, Hasben Jones, Harold Lilly, Lecrae Moore, Aaron Sledge)
  - Sunday A. M. (Live) von Karen Clark Sheard (Autoren: Rudy Currence, Donald Lawrence)
  - I Believe von Mali Music (Autor: Kortney J. Pollard)
  - Love on the Radio von der Walls Group (Autor: Kirk Franklin)

Bester Darbietung / bester Song der christlichen Popmusik (Best Contemporary Christian Music Performance / Song):
- Messengers von Lecrae featuring For King & Country (Autoren: Torrance Esmond, Ran Jackson, Ricky Jackson, Kenneth Chris Mackey, Lecrae Moore, Joseph Prielozny, Joel Smallbone, Luke Smallbone)
- nominiert waren außerdem:
  - Write Your Story von Francesca Battistelli (Autoren: Francesca Battistelli, David Arthur Garcia, Ben Glover)
  - Come as You Are von Crowder
  - Shake von MercyMe (Autoren: Bart Millard, Nathan Cochran, Mike Scheuchzer, Robby Shaffer, Barry Graul, David Arthur Garcia, Ben Glover, Soli Olds)
  - Multiplied von Needtobreathe (Autoren: Bear Rinehart, Bo Rinehart)

Bestes Gospel-Album (Best Gospel Album):
- Help von Erica Campbell
- nominiert waren außerdem:
  - Amazing (Live) von Ricky Dillard & New G
  - Withholding Nothing (Live) von William McDowell
  - Forever Yours von Smokie Norful
  - Vintage Worship von Anita Wilson

Bestes Album der christlichen Popmusik (Best Contemporary Christian Music Album):
- Run Wild. Live Free. Love Strong. von For King & Country
- nominiert waren außerdem:
  - If We’re Honest von Francesca Battistelli
  - Hurricane von Natalie Grant
  - Welcome to the New von MercyMe
  - Royal Tailor von Royal Tailor

Bestes Roots-Gospel-Album (Best Roots Gospel Album):
- Shine for All the People von Mike Farris
- nominiert waren außerdem:
  - Forever Changed von T. Graham Brown
  - Hymns von der Gaither Vocal Band
  - A cappella von den Martins
  - His Way of Loving Me von Tim Menzies

## Latin
Bestes Latin-Pop-Album (Best Latin Pop Album):
- Tangos von Rubén Blades
- nominiert waren außerdem:
  - Elypse von Camila
  - Raíz von Lila Downs, Niña Pastori and Soledad
  - Loco de amor von Juanes
  - Gracias por estar aquí von Marco Antonio Solís

Bestes Latin-Rock-, Urban- oder Alternative-Album (Best Latin Rock, Urban or Alternative Album):
- Multiviral von Calle 13
- nominiert waren außerdem:
  - Behind the Machine (Detrás de la máquina) von Chocquibtown
  - Bailar en la cueva von Jorge Drexler
  - Agua maldita von Molotov
  - Vengo von Ana Tijoux

Bestes Album mit regionaler mexikanischer Musik einschließlich Tejano (Best Regional Mexican Music Album - Including Tejano):
- Mano a mano - tangos a la manera de Vicente Fernández von Vicente Fernández
- nominiert waren außerdem:
  - Lastima que sean ajenas von Pepe Aguilar
  - Voz y guitarra von Ixya Herrera
  - 15 aniversario von Mariachi Divas de Cindy Shea
  - Alegría del mariachi von Mariachi los Arrieros del Valle

Bestes Tropical-Latinalbum (Best Tropical Latin Album):
- Más + Corazón profundo von Carlos Vives
- nominiert waren außerdem:
  - 50 aniversario von El Gran Combo de Puerto Rico
  - First Class to Havana von Aymee Nuviola
  - Live von Palo!
  - El asunto von Totó la Momposina

## Amerikanische Wurzeln (American Roots)
Beste American-Roots-Darbietung (Best American Roots Performance):
- A Feather’s Not a Bird von Rosanne Cash
- nominiert waren außerdem:
  - Statesboro Blues von Gregg Allman & Taj Mahal
  - And When I Die von Billy Childs featuring Alison Krauss & Jerry Douglas
  - The Old Me Better von Keb’ Mo’ featuring the California Feet Warmers
  - Destination von Nickel Creek

Bestes American-Roots-Lied (Best American Roots Song):
- A Feather’s Not a Bird von Rosanne Cash (Autoren: Rosanne Cash, John Leventhal)
- nominiert waren außerdem:
  - Just so Much von Jesse Winchester (Autor: Jesse Winchester)
  - The New York Trains von der Del McCoury Band (Autoren: Woody Guthrie, Del McCoury)
  - Pretty Little One von Steve Martin and the Steep Canyon Rangers featuring Edie Brickell (Autoren: Edie Brickell, Steve Martin)
  - Terms of My Surrender von John Hiatt (Autor: John Hiatt)

Bestes Americana-Album (Best Americana Album):
- The River & the Thread von Rosanne Cash
- nominiert waren außerdem:
  - Terms of My Surrender von John Hiatt
  - Bluesamericana von Keb’ Mo’
  - A Dotted Line von Nickel Creek
  - Metamodern Sounds in Country Music von Sturgill Simpson

Bestes Bluegrass-Album (Best Bluegrass Album):
- The Earls of Leicester von den Earls of Leicester
- nominiert waren außerdem:
  - Noam Pikelny Plays Kenny Baker Plays Bill Monroe von Noam Pikelny
  - Cold Spell von Frank Solivan & Dirty Kitchen
  - Into My Own von Bryan Sutton
  - Only Me von Rhonda Vincent

Bestes Blues-Album (Best Blues Album):
- Step Back von Johnny Winter
- nominiert waren außerdem:
  - Common Ground - Dave Alvin & Phil Alvin Play and Sing the Songs of Big Bill Broonzy von Dave Alvin & Phil Alvin
  - Promise of a Brand New Day von Ruthie Foster
  - Juke Joint Chapel von Charlie Musselwhite
  - Decisions von Bobby Rush with Blinddog Smokin’

Bestes Folkalbum (Best Folk Album):
- Remedy von der Old Crow Medicine Show
- nominiert waren außerdem:
  - Three Bells von Mike Auldrige, Jerry Douglas & Rob Ickes
  - Follow the Music von Alice Gerrard
  - The Nocturne Diaries von Eliza Gilkyson
  - A Reasonable Amount of Trouble von Jesse Winchester

Bestes Album mit Musik mit regionalen Wurzeln (Best Regional Roots Music Album):
- The Legacy von Jo-El Sonnier
- nominiert waren außerdem:
  - Light the Stars von Bonsoir, Catin
  - Hanu ʻAʻala von Kamaka Kukona
  - Love’s Lies von den Magnolia Sisters
  - Ceremony von Joe Tohonnie Jr.

## Reggae
Bestes Reggae-Album (Best Reggae Album):
- Fly Rasta von Ziggy Marley
- nominiert waren außerdem:
  - Back on the Controls von Lee „Scratch“ Perry
  - Full Frequency von Sean Paul
  - Out of Many, One Music von Shaggy
  - The Reggae Power von Sly & Robbie & Spicy Chocolate
  - Amid the Noise and the Haste von Soja

## Weltmusik
Bestes Weltmusikalbum (Best World Music Album):
- Eve von Angélique Kidjo
- nominiert waren außerdem:
  - Toumani & Sidiki von Toumani Diabaté & Sidiki Diabaté
  - Our World in Song von Wu Man, Luis Conte & Daniel Ho
  - Magic von Sérgio Mendes
  - Traces of You von Anoushka Shankar

## Für Kinder
Bestes Kinderalbum (Best Children’s Album):
- I Am Malala: How One Girl Stood Up for Education and Changed the World (Malala Yousafzai) von Neela Vaswani
- nominiert waren außerdem:
  - Appetite for Construction von den Pop Ups
  - Just Say Hi! von Brady Rymer and the Little Band That Could
  - The Perfect Quirk von Secret Agent 23 Skidoo
  - Through the Woods von den Okee Dokee Brothers

## Sprache
Bestes gesprochenes Album (eingeschlossen Lyrik, Hörbücher und Storytelling) (Best Spoken Word Album - includes poetry, audio books & storytelling):
- Diary of a Mad Diva von Joan Rivers
- nominiert waren außerdem:
  - Actors Anonymous von James Franco
  - A Call to Action von Jimmy Carter
  - Carsick: John Waters Hitchhikes Across America von John Waters
  - A Fighting Chance von Elizabeth Warren
  - We Will Survive: True Stories of Encouragement, Inspiration, and the Power of Song von Gloria Gaynor

## Comedy
Bestes Comedyalbum (Best Comedy Album):
- Mandatory Fun von Weird Al Yankovic
- nominiert waren außerdem:
  - Obsessed von Jim Gaffigan
  - Oh My God von Louis C. K.
  - Tragedy Plus Comedy Equals Time von Patton Oswalt
  - We Are Miracles von Sarah Silverman

## Musical-Theater
Bestes Musical-Theater-Album (Best Musical Theater Album):
- Beautiful: The Carole King Musical von der Original Broadway Cast mit Jessie Mueller (Produzenten: Jason Howland, Steve Sidwell, Billy Jay Stein; Text und Musik: Carole King)
- nominiert waren außerdem:
  - Aladdin von der Original Broadway Cast mit James Monroe Iglehart, Adam Jacobs & Courtney Reed (Produzenten: Frank Filipetti, Michael Kosarin, Alan Menken, Chris Montan; Musik: Alan Menken; Text: Howard Ashman, Chad Beguelin, Tim Rice)
  - A Gentleman’s Guide to Love & Murder von der Original Broadway Cast mit Jefferson Mays & Bryce Pinkham (Produzenten: Kurt Deutsch, Joel Moss; Text und Musik: Robert L. Freedman, Steven Lutvak)
  - Hedwig and the Angry Inch von der Original Broadway Cast mit Lena Hall & Neil Patrick Harris (Produzenten: Justin Craig, Tim O’Heir, Stephen Trask; Text und Musik: Stephen Trask)
  - West Side Story von Cheyenne Jackson & Alexandra Silber with the San Francisco Symphony (Produzent: Jack Vad)

## Musik für visuelle Medien (Film, Fernsehen, Videospiele usw.)
Bester zusammengestellter Soundtrack für visuelle Medien (Best Compilation Soundtrack for Visual Media):
- Frozen von verschiedenen Interpreten
- nominiert waren außerdem:
  - American Hustle von verschiedenen Interpreten
  - Get On Up: The James Brown Story von James Brown
  - Guardians of the Galaxy: Awesome Mix Vol. 1 von verschiedenen Interpreten
  - The Wolf of Wall Street von verschiedenen Interpreten

Bester komponierter Soundtrack für visuelle Medien (Best Score Soundtrack for Visual Media):
- The Grand Budapest Hotel von Alexandre Desplat
- nominiert waren außerdem:
  - Frozen von Christophe Beck
  - Gone Girl von Trent Reznor & Atticus Ross
  - Gravity von Steven Price
  - Saving Mr. Banks von Thomas Newman

Bester Song geschrieben für visuelle Medien (Best Song Written for Visual Media):
- Let It Go von Idina Menzel (Autoren: Kristen Anderson-Lopez, Robert Lopez; Film: Die Eiskönigin – Völlig unverfroren)
- nominiert waren außerdem:
  - Everything Is Awesome!! von Tegan and Sara featuring the Lonely Island (Film: The Lego Movie; Autoren: Joshua Bartholomew, Lisa Harriton, Shawn Patterson, Andy Samberg, Akiva Schaffer, Jorma Taccone)
  - I See Fire von Ed Sheeran (Autor: Ed Sheeran; Film: Der Hobbit: Smaugs Einöde)
  - I’m Not Gonna Miss You von Glen Campbell (Autoren: Glen Campbell, Julain Raymond; Film: Glen Campbell, I’ll Be Me)
  - The Moon Song von Scarlett Johansson & Joaquin Phoenix (Autoren: Spike Jonze, Karen O; Film: Her)

## Komposition/Arrangement
Beste Instrumentalkomposition (Best Instrumental Composition):
- The Book Thief von John Williams (Komponist: John Williams; aus dem Soundtrack zu Die Bücherdiebin)
- nominiert waren außerdem:
  - Last Train to Sanity von der Stanley Clarke Band (Komponist: Stanley Clarke)
  - Life in the Bubble von Gordon Goodwin’s Big Phat Band (Komponist: Gordon Goodwin)
  - Recognition von Rufus Reid (Komponist: Rufus Reid)
  - Tarnation von Chris Thile & Edgar Meyer (Komponisten: Chris Thile, Edgar Meyer)

Bestes Instrumental- oder A-cappella-Arrangement (Best Arrangement, Instrumental or A Cappella):
- Daft Punk von Pentatonix (Arrangeure: Ben Bram, Mitch Grassi, Scott Hoying, Avi Kaplan, Kirstie Maldonado, Kevin Olusola)
- nominiert waren außerdem:
  - Beautiful Dreamer vom Pete McGuinness Jazz Orchestra (Arrangeur: Pete McGuinness)
  - Get Smart von Gordon Goodwin’s Big Phat Band (Arrangeur: Gordon Goodwin)
  - Guantanamera von Alfredo Rodríguez (Arrangeur: Alfredo Rodríguez)
  - Moon River von Amy Dickson (Arrangeur: Chris Walden)

Bestes Arrangement von Instrumenten und Gesang (Best Arrangement, Instruments and Vocals):
- New York Tendaberry von Billy Childs featuring Renée Fleming & Yo-Yo Ma (Arrangeur: Billy Childs)
- nominiert waren außerdem:
  - All My Tomorrows von Jeremy Fox featuring Kate McGarry (Arrangeur: Jeremy Fox)
  - Goodnight America von Mary Chapin Carpenter (Arrangeur: Vince Mendoza)
  - Party Rockers von Gordon Goodwin’s Big Phat Band (Arrangeur: Gordon Goodwin)
  - What Are You Doing the Rest of Your Life? vom Pete McGuinness Jazz Orchestra (Arrangeur: Pete McGuinness)

## Sonderausgaben
Bestes Aufnahme-Paket (Best Recording Package):
- Lightning Bolt von Pearl Jam (Künstlerische Leiter: Jeff Ament, Don Pendleton, Joe Spix, Jerome Turner)
- nominiert waren außerdem:
  - Formosa Medicine Show von den Muddy Basin Ramblers (Künstlerische Leiter: David Chen, Andrew Wong)
  - Indie Cindy von den Pixies (Künstlerischer Leiter: Vaughan Oliver)
  - LP1 von FKA Twigs (Künstlerische Leiter: Tahliah Barnett, Phil Lee)
  - Whispers von Passenger (Künstlerische Leiterin: Sarah Larnach)

Beste Paket als Box oder limitierte Sonderausgabe (Best Boxed or Special Limited Edition Package):
- The Rise & Fall of Paramount Records, Volume One (1917-27) von verschiedenen Interpreten (Künstlerische Leiter: Susan Archie, Dean Blackwood, Jack White)
- nominiert waren außerdem:
  - Cities of Darkscorch von verschiedenen Interpreten (Künstlerische Leiter: Leland Meiners, Ken Shipley)
  - A Letter Home (Vinyl Box-Set) von Neil Young (Künstlerische Leiter: Gary Burden, Jenice Heo)
  - Sparks (Deluxe Album Box-Set) von Imogen Heap (Künstlerischer Leiter: Andy Carne)
  - Spring 1990 (The Other One) von Grateful Dead (Künstlerische Leiter: Jessica Dessner, Lisa Glines, Doran Tyson, Steve Vance)

## Begleittexte
Bester Album-Begleittext (Best Album Notes):
- Offering: Live at Temple University von John Coltrane (Verfasser: Ashley Kahn)
- nominiert waren außerdem:
  - Happy: The 1920 Rainbo Orchestra Sides vom Isham Jones Rainbo Orchestra (Verfasser: David Sager)
  - I’m Just Like You: Sly’s Stone Flower 1969-70 von verschiedenen Interpreten (Verfasser: Alec Palao)
  - The Other Side of Bakersfield: 1950s & 60s Boppers and Rockers from ’Nashville West’ von verschiedenen Interpreten (Verfasser: Scott B. Bomar)
  - Purple Snow: Forecasting the Minneapolis Sound von verschiedenen Interpreten (Verfasser: Jon Kirby)
  - The Rise & Fall of Paramount Records, Volume One (1917-27) von verschiedenen Interpreten (Verfasser: Scott Blackwood)

## Historisches
Bestes historisches Album (Best Historical Album):
- The Garden Spot Programs, 1950 von Hank Williams (Produzenten der Zusammenstellung: Colin Escott, Cheryl Pawelski; Technik: Michael Graves)
- nominiert waren außerdem:
  - Black Europe: The Sounds and Images of Black People in europe Pre-1927 von verschiedenen Interpreten (Produzenten der Zusammenstellung: Jeffrey Green, Ranier E. lotz, Howard Rye; Technik: Christian Zwarg)
  - Happy: The 1920 Rainbo Orchestra Sides vom Isham Jones Rainbo Orchestra (Produzenten der Zusammenstellung: Meagan Hennessey, Richard Martin; Technik:  Richard Martin)
  - Longing for the Past: The 78 RPM Era in Southeast Asia von verschiedenen Interpreten (Produzenten der Zusammenstellung: Steven Lance Ledbetter, David Murray; Technik: Michael Graves)
  - There’s a Dream I’ve Been Saving: Lee Hazlewood Industries 1966-1971 (Deluxe Edition) von verschiedenen Interpreten (Produzenten der Zusammenstellung: Hunter Lea, Patrick McCarthy, Matt Sullivan; Technik: John Baldwin)

## Produktion, ohne Klassik
Beste Abmischung eines Albums (Best Engineered Album):
- Morning Phase von Beck (Technik: Tom Elmhirst, David Greenbaum, Florian Lagatta, Cole Marsden, Greif Neill, Robbie Nelson, Darrell Thorp, Cassidy Turbin, Joe Visciano; Mastering: Bob Ludwig)
- nominiert waren außerdem:
  - Bass & Mandolin von Chris Thile & Edgar Meyer (Technik: Richard King, Dave Sinko; Mastering: Robert C. Ludwig)
  - Bluesamericana von Keb’ Mo’ (Technik: Ross Hogarth, Casey Wasner; Mastering: Richard Dodd)
  - The Way I’m Livin’ von Lee Ann Womack (Technik: Chuck Ainlay; Mastering: Gavin Lurssen)
  - What’s Left Is Forever von Thomas Dybdahl (Technik: Tchad Blake, Oyvind Jakobsen, Jo Ranheim, Itai Shapiro, David Way; Mastering: Bernie Grundman)

Produzent des Jahres (Producer of the Year):
- Max Martin
- nominiert waren außerdem:
  - Paul Epworth
  - John Hill
  - Jay Joyce
  - Greg Kurstin

Beste Remix-Aufnahme (Best Remixed Recording):
- All of Me von John Legend: Tiësto’s Birthday Treatment Remix von Tijs Michiel Verwest
- nominiert waren außerdem:
  - Falling Out von den Crossfingers featuring Danny Losito: Ming Remix von Aaron Albano
  - Pompeii von Bastille: Audien Remix von Nathaniel Rathbun
  - The Rising von den Five Knives: Eddie Amador Remix
  - Smile von Galantis: Kaskade Edit von Ryan Raddon
  - Waves von Mr. Probz: Robin Schulz Remix

## Produktion, Raumklang
Bestes Raumklang-Album (Best Surround Sound Album):
- Beyoncé von Beyoncé (Technik: Elliot Scheiner, Beyoncé Knowles)
- nominiert waren außerdem:
  - Beppe: Remote Galaxy vom Philharmonia Orchestra unter Leitung von Wladimir Aschkenasi (Technik: Morten Lindberg)
  - Chamberland (The Berlin Remixes) von David Miles Huber (Technik: David Miles Huber)
  - The Division Bell (20th Anniversary Deluxe Box Set) von Pink Floyd (Technik: Damon Iddins, Andy Jackson)
  - Epics of Love von Song Zuying und dem China Philharmonic Orchestra unter Leitung von Yu Long (Technik: Hans-Jörg Maucksch, Günter Pauler)
  - Mahler: Symphony No. 2 ‘Resurrection’ vom Philharmonia Orchestra unter Leitung von Benjamin Zander (Technik: Michael Bishop, Elaine Martone)

## Produktion, Klassik
Beste Abmischung eines Albums (Best Engineered Album):
- Williams: Dona nobis pacem; Symphony No. 4; The Lark Ascending vom Atlanta Symphony Orchestra & Chorus unter Leitung von Robert Spano und Norman Mackenzie (Technik: Michael Bishop)
- nominiert waren außerdem:
  - J. Adams: City Noir von der St. Louis Symphony unter Leitung von David Robertson (Technik: Richard King, Wolfgang Schiefermair)
  - J. L. Adams: Become Ocean von der Seattle Symphony unter Leitung von Ludovic Morlot (Technik: Dmitriy Lipay, Nathaniel Reichman)
  - Dutilleux: Symphony No. 1; Tout un monde lointain; The Shadows of Time von der Seattle Symphony unter Leitung von Ludovic Morlot (Technik: Dmitriy Lipay)
  - Riccardo Muti Conducts Mason Bates & Anna Clyne vom Chicago Symphony Orchestra unter Leitung von Riccardo Muti (Technik: David Frost, Christopher Willis, Tim Martyn)

Klassikproduzent des Jahres (Producer of the Year, Classical):
- Judith Sherman
- nominiert waren außerdem:
  - Morten Lindberg
  - Dmitriy Lipay
  - Elaine Martone
  - David Starobin

## Klassische Musik
Beste Orchesterdarbietung (Best Orchestral Performance):
- J. Adams: City Noir von der St. Louis Symphony unter Leitung von David Robertson
- nominiert waren außerdem:
  - Dutilleux: Symphony No. 1; Tout un monde lointain; The Shadows of Time von der Seattle Symphony unter Leitung von Ludovic Morlot (Technik: Dmitriy Lipay)
  - Dvořák: Symphony No. 8 / Janáček: Symphonic Suite from Jenůfa vom Pittsburgh Symphony Orchestra unter Leitung von Manfred Honeck
  - Schumann: Symphonien 1-4 von den Berliner Philharmonikern unter Leitung von Simon Rattle
  - Sibelius: Symphonies Nos. 6 & 7; Tapiola vom Atlanta Symphony Orchestra unter Leitung von Robert Spano

Beste Opernaufnahme (Best Opera Recording):
- Charpentier: La descente d’Orphée aux enfers vom Boston Early Music Festival Chamber Ensemble & Vocal Ensemble unter Leitung von Paul O’Dette & Stephen Stubbs (Tenor: Aaron Sheehan; Produzentin: Renate Wolter-Seevers)
- nominiert waren außerdem:
  - Milhaud: L’Orestie d’Eschyle von Dan Kempson, Jennifer Lane, Tamara Mumford, Brenda Rae, dem Percussion Ensemble, dem Symphony Orchestra, dem Chamber Choir und den Orpheus Singers der University of Michigan und der UMS Choral Union unter Leitung von Kenneth Kiesler (Produzent: Tim Handley)
  - Rameau: Hippolyte et Aricie von Sarah Connolly, Stéphane Degout, Christiane Karg, Ed Lyon, Katherine Watson, dem Orchestra of the Age of Enlightenment und dem Glyndebourne Chorus unter Leitung von William Christie (Produzent: Sébastien Chonion)
  - Schönberg: Moses und Aron von Andreas Conrad, Franz Grundheber, dem SWR Sinfonieorchester Baden-Baden und Freiburg und der EuropaChorAkademie unter Leitung von Sylvain Cambreling (Produzent: Reinhard Oechsler)
  - Strauss: Elektra von Evelyn Herlitzius, Waltraud Meier, René Pape, Anne Schwanewilms, der Staatskapelle Dresden und dem Sächsischen Staatsopernchor Dresden unter Leitung von Christian Thielemann (Produzentin: Magdalena Herbst)

Beste Chordarbietung (Best Choral Performance):
- The Sacred Spirit of Russia von Conspirare unter Leitung von Craig Hella Johnson
- nominiert waren außerdem:
  - Bach: Matthäus-Passion von Werner Güra, Johannes Weisser, der Akademie für Alte Musik Berlin, dem RIAS Kammerchor und dem Staats- und Domchor Berlin unter Leitung von René Jacobs
  - Dyrud: Out of Darkness von Erlend Aagaard Nilsen, Geir Morten Øien, Sarah Head, Lars Sitter und dem Nidaros Cathedral Choir unter Leitung von Vivianne Sydnes
  - Holst: First Choral Symphony; The Mystic Trumpeter von Susan Gritton, dem BBC Symphony Orchestra und dem BBC Symphony Chorus unter Leitung von Andrew Davis und Stephen Jackson
  - Mozart: Requiem von Matthew Brook, Rowan Hellier, Thomas Hobbs, Joanne Lunn und dem Dunedin Consort unter Leitung von John Butt

Beste Kammermusik-/Kleinensembledarbietung (Best Chamber Music/Small Ensemble Performance):
- In 27 Pieces – The Hilary Hahn Encores von Hilary Hahn & Cory Smythe
- nominiert waren außerdem:
  - Dreams & Prayers von David Krakauer & A Far Cry
  - Martinů: Cello Sonatas Nos. 1-3 von Steven Isserlis & Olli Mustonen
  - Partch: Castor & Pollux von Harry Partch
  - Sing Thee Nowell von der New York Polyphony

Bestes klassisches Instrumentalsolo (Best Classical Instrumental Solo):
- Play von Jason Vieaux
- nominiert waren außerdem:
  - All the Things You Are von Leon Fleisher
  - The Carnegie Recital von Daniil Trifonow
  - Dutilleux: Tout un monde lointain von Xavier Phillips und der Seattle Symphony unter Leitung von Ludovic Morlot
  - Toccatas von Jory Vinikour

Bestes klassisches Gesangssolo (Best Classical Vocal Solo):
- Douce France von Anne Sofie von Otter und Bent Forsberg mit Carl Bagge, Margareta Bengtson, Mats Bergström, Per Ekdahl, Bengan Janson, Olle Linder und Antoine Tamestit
- nominiert waren außerdem:
  - Porpora: Arias von Philippe Jaroussky mit Cecilia Bartoli und dem Venice Baroque Orchestra unter Leitung von Andrea Marcon
  - Schubert: Die schöne Müllerin von Florian Boesch und Malcolm Martineau
  - Stella di Napoli von Joyce DiDonato mit Chœur et Orchestre de l'Opéra National de Lyon unter Leitung von Riccardo Minasi
  - Virtuoso Rossini Arias von Lawrence Brownlee mit dem Kaunas City Symphony Orchestra unter Leitung von Constantine Orbelian

Bestes klassisches Sammelprogramm (Best Classical Compendium):
- Partch: Plectra & Percussion Dances von Partch; Produzent: John Schneider
- nominiert waren außerdem:
  - Britten to America, Dirigent Jeffrey Skidmore, Produzent Colin Matthews
  - Mieczysław Weinberg (Orchestral & Chamber Works) von Giedrė Dirvanauskaitė, Daniil Grishin, Gidon Kremer & Daniil Trifonow; Produzent: Manfred Eicher
  - Mike Marshall & the Turtle Island Quartet von Mike Marshall & the Turtle Island Quartet; Produzent: Mike Marshall
  - The Solent – Fifty Years of Music by Ralph Vaughan Williams, Dirigent Paul Daniel, Produzent Andrew Walton

Beste zeitgenössische klassische Komposition (Best Contemporary Classical Composition):
- Become Ocean von John Luther Adams (Interpret: Seattle Symphony unter Leitung von Ludovic Morlot)
- nominiert waren außerdem:
  - Prince of Clouds von Anna Clyne (Interpreten: Jaime Laredo, Jennifer Koh und dem Curtis 20/21 Ensemble unter Leitung von Vinay Parameswaran)
  - Voices from the Heartland von George Crumb (Interpreten: Ann Crumb, Patrick Mason und Orchestra 2001 unter Leitung von James Freeman)
  - Concerto for Two Trumpets & Band von Stephen Paulus (Interpreten: Eric Berlin, Richard Kelley und dem UMASS Wind Ensemble unter Leitung von James Patrick Miller)
  - Sinfonía No. 4 von Roberto Sierra (Interpret: Nashville Symphony unter Leitung von Giancarlo Guerrero)

## Musikvideo / -film
Bestes Musikvideo (Best Music Video):
- Happy von Pharrell Williams (Regie: We Are from LA; Produzenten: Kathleen Heffernan, Roman Pichon Herrera, Jett Steiger, Cedric Troadec)
- nominiert waren außerdem:
  - We Exist von Arcade Fire (Regie: David Wilson; Produzent: Jason Baum)
  - Turn Down for What von DJ Snake & Lil Jon (Regie: Daniel Kwan, Daniel Scheinert; Produzenten: Judy Craig, Candice Ouaknine, Jonathan Wang, Bryan Younce)
  - Chandelier von Sia (Regie: Sia Furler, Daniel Askill; Produzentin: Jennifer Heath)
  - The Golden Age von Woodkid featuring Max Richter (Regie: Yoann Lemoine, Chris Clayton; Produzenten: Roman Pichon Herrera, Christine Miller, Susan Porche, Annabel Rosier)

Bester Musikfilm (Best Music Film):
- 20 Feet from Stardom von Darlene Love, Merry Clayton, Lisa Fischer & Judith Hill (Regie: Morgan Neville; Produzenten: Gil Friesen, Caitrin Rogers)
- nominiert waren außerdem:
  - Beyoncé & Jay-Z: On the Run Tour von Beyoncé & Jay-Z (Regie: Jonas Åkerlund; Produzent: Svana Gisla)
  - Ghost Stories von Coldplay (Regie: Paul Dugdale; Produzent: Jim Parsons)
  - Metallica Through the Never von Metallica (Regie: Nimród Antal; Produzenten: Adam Ellison, Charlotte Huggins)
  - The Truth About Love Tour: Live from Melbourne von Pink (Regie: Larn Poland; Produzent: Roger Davies)